# IC 5006
IC 5006 је двојна звијезда у сазвјежђу Орао која се налази на листи објеката дубоког неба у Индекс каталогу.
Деклинација објекта је + 6° 26' 56" а ректасцензија 20h 23m 47,0s.